# 5 aprilie
ianuarie • februarie • martie  • aprilie  • mai  • iunie  • iulie  • august  • septembrie  • octombrie  • noiembrie  • decembrie
5 aprilie este a 95-a zi a calendarului gregorian și ziua a 96-a în anii bisecți. Mai sunt 270 de zile până la sfârșitul anului.

## Evenimente

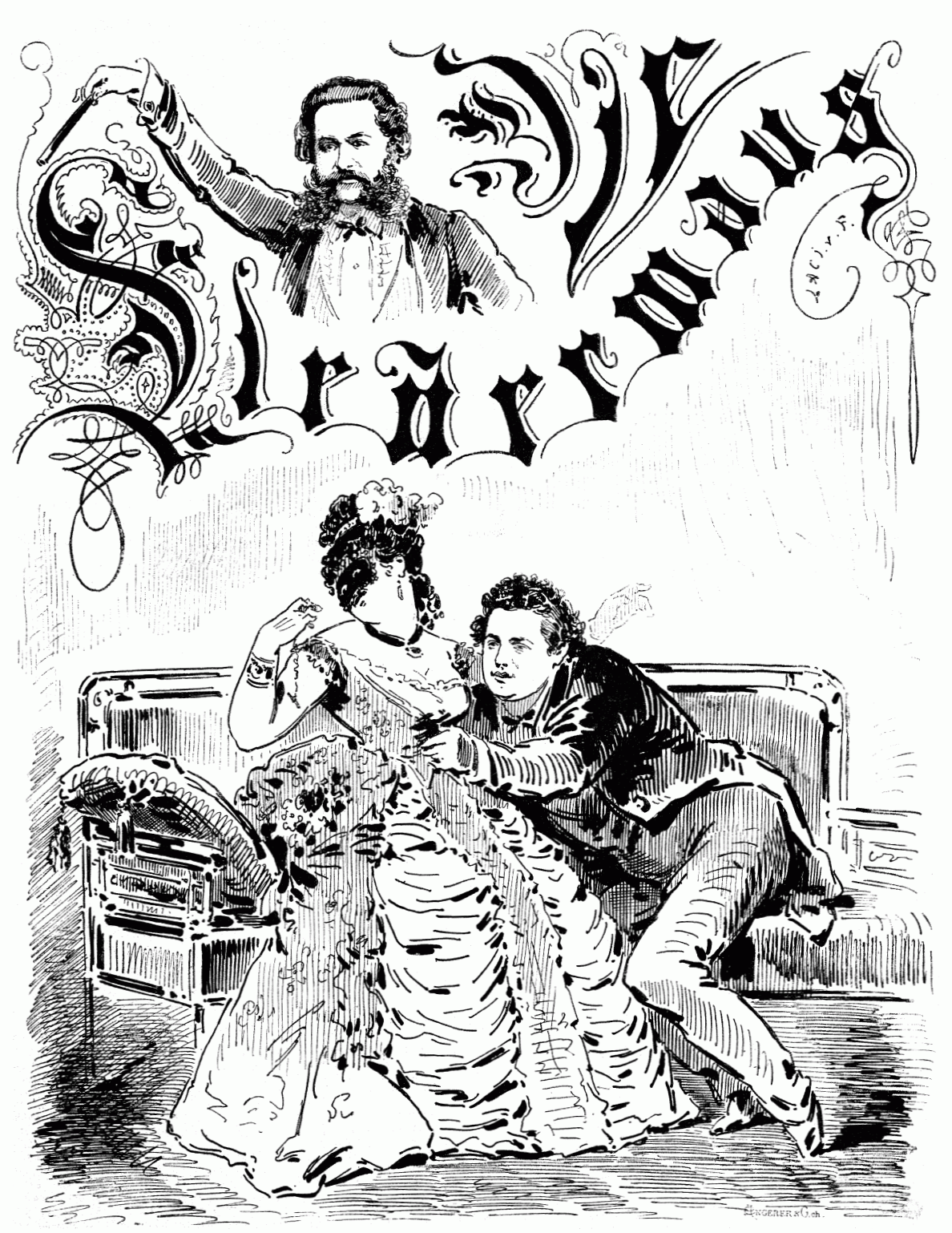
1874: A avut loc, la Viena, premiera operetei Liliacul, de Johann Strauss (fiul). Coperta pe care ziarul Die Bombe a dedicat-o premierei operetei Die Fledermaus.

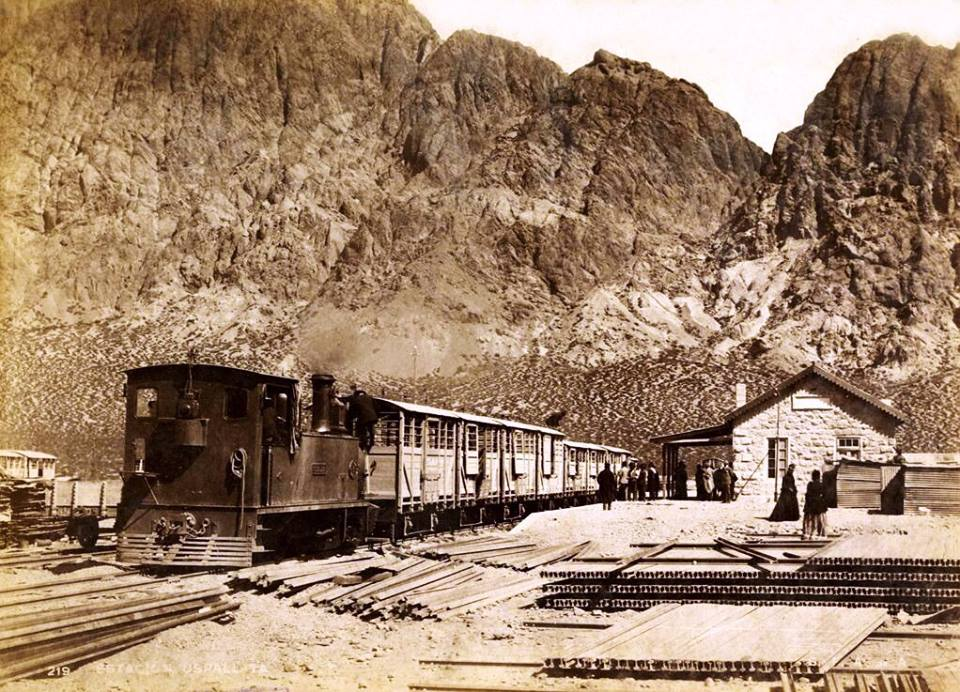
1910: Este inaugurată Calea Ferată Transandină care leagă Chile și Argentina.

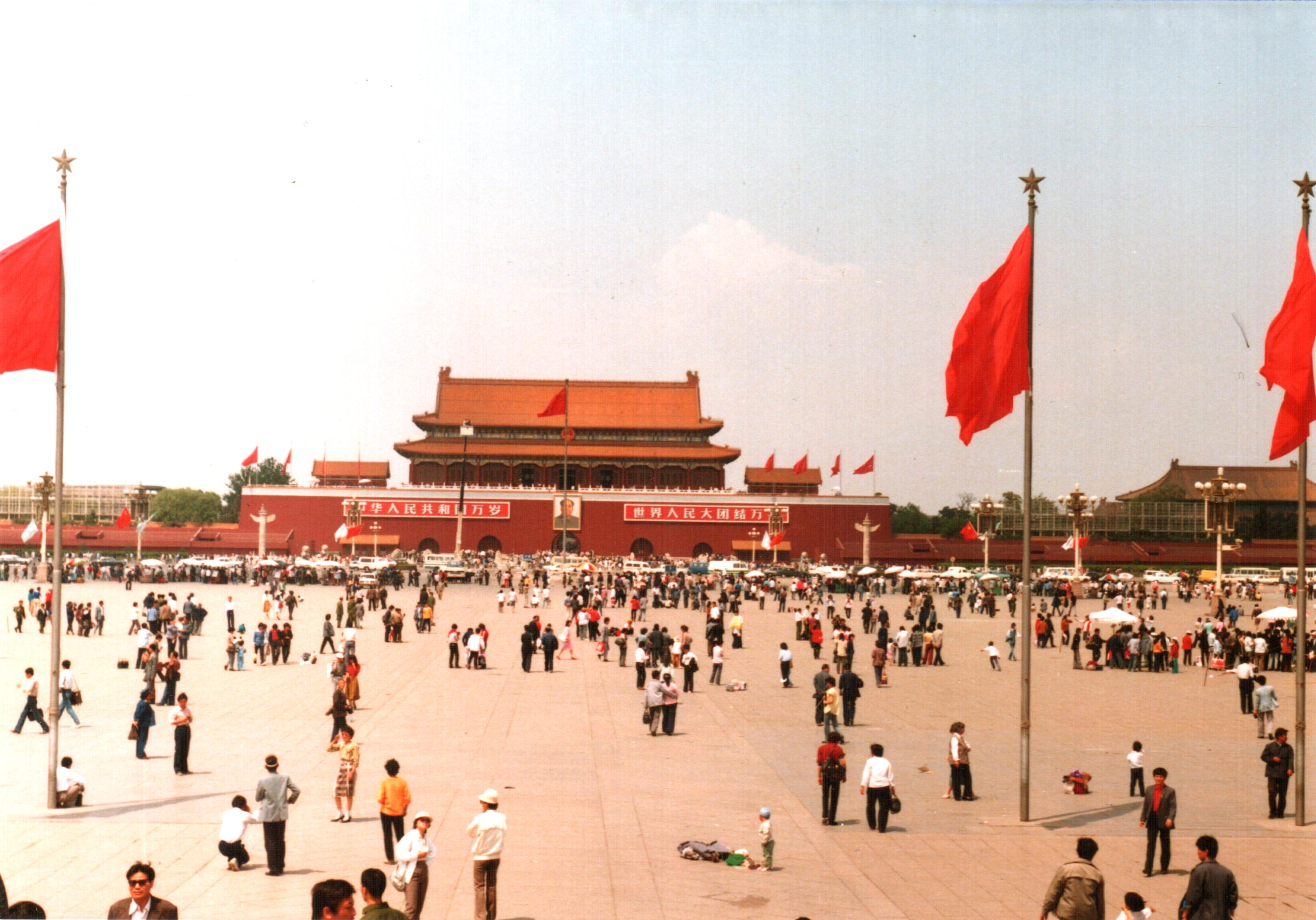
1976: În China are loc Incidentul Tiananmen când mulțimea strânsă în Piața Tiananmen solicită eliberarea lui Deng Xiaoping, simbolul și speranța reformării societății chineze.

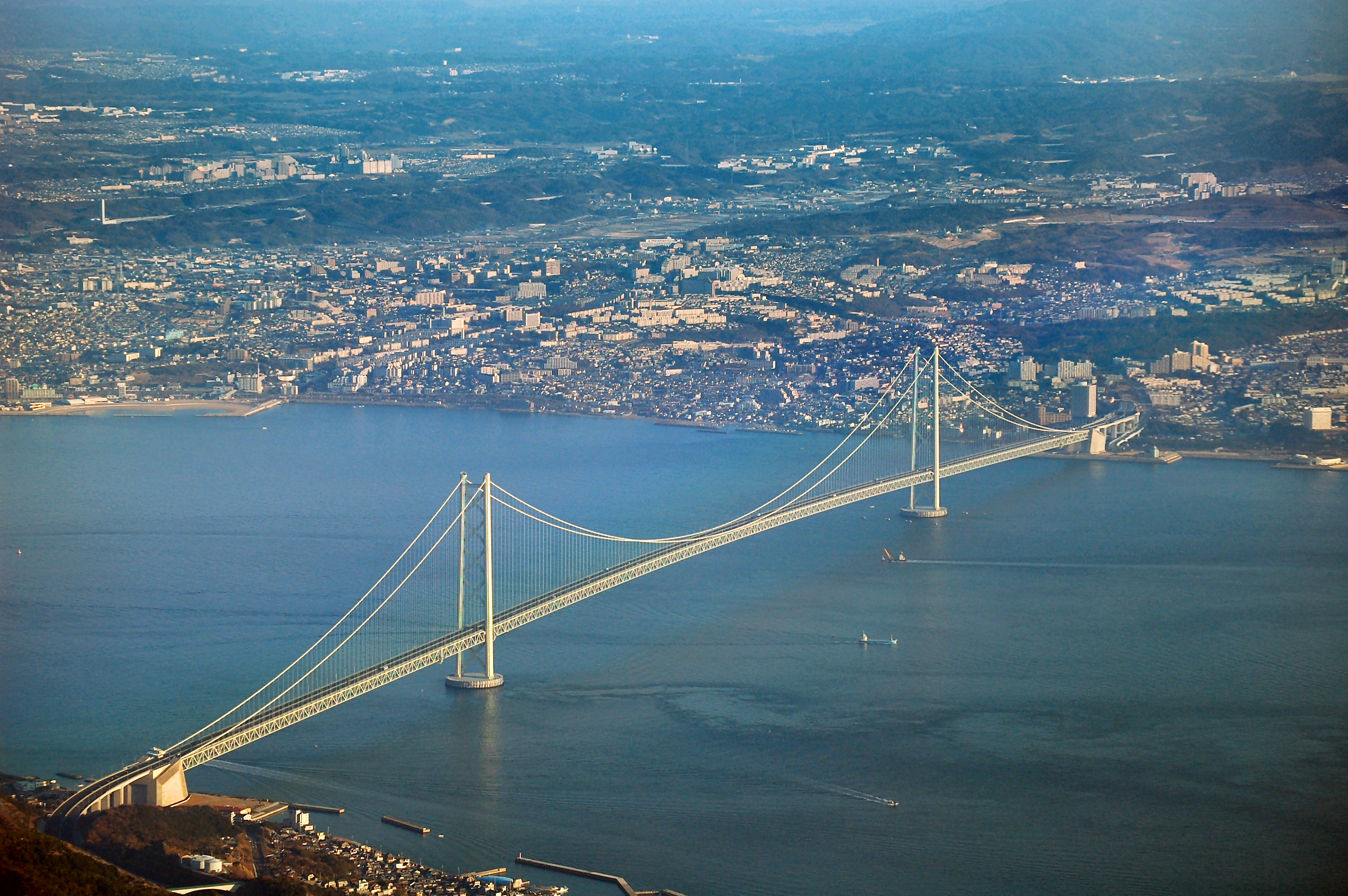
1998: În Japonia, podul Akashi Kaikyō se deschide traficului, devenind cel mai lung pod din lume (3.911 metri).

- 1764: Parlamentul britanic adoptă Legea zahărului.[1] Această lege tarifară aproape că a blocat economia coloniilor și este una dintre cauzele mișcării de independență americane.[2]
- 1772: Exploratorul olandez Jacob Roggeveen descoperă o insulă în Oceanul Pacific, pe care băștinașii o numeau Rapa Nui. Descoperitorul o va boteza Paasch Eyland (Insula Paștelui).
- 1792: Președintele american George Washington își exercită autoritatea sa de veto asupra unui proiect de lege, prima dată când această putere este utilizată în Statele Unite ale Americii.
- 1874: A avut loc, la Viena, premiera operetei Liliacul, de Johann Strauss (fiul).
- 1877: Compozitorul francez Charles Gounod a creat opera Cinq-Mars.
- 1904: București: a luat ființă Automobil Club Regal, în prezent Automobil Club Român ACR.
- 1910: Este inaugurată Calea Ferată Transandină care leagă Chile și Argentina.[3]
- 1924: Ordonanță militară prin care se interzice activitatea Partidului Comunist Român.
- 1932: Calul de curse pursânge  Phar Lap, supranumit „calul minune al Australiei”,[4] moare otrăvit cu o doză mare de arsenic,[5] însă nu dovezi reale ale implicării unui element criminal.[6]
- 1933: Ocuparea norvegiană a Tunu este declarată ilegală de Curtea Permanentă de Justiție Internațională de la Haga. Norvegia acceptă decizia și astfel Groenlanda rămâne în întregime sub dominație daneză.
- 1934: Este înființată legația României de la Buenos Aires.
- 1951: În apogeul perioadei McCarthismului în Statele Unite, cuplul Ethel și Julius Rosenberg  sunt condamnați la moarte pentru că ar fi trădat secrete nucleare către URSS.
- 1955: După 50 de ani de activitate, Sir Winston Leonard Spencer Churchill se retrage din viața politică pentru a se dedica scrisului. Pentru operele sale, în special pentru Al doilea război mondial (în șase volume), i se decernează Premiul Nobel pentru Literatură în 1953, când primește titlul de lord. Printr-o hotărâre a Congresului va deveni, în 1963, cetățean de onoare al SUA.
- 1964: A intrat în funcțiune primul tren fără conductor, folosit la metroul din Londra.
- 1967: Stabilirea de relații diplomatice între România și Canada.
- 1969: Războiul din Vietnam: în multe orașe din Statele Unite au loc demonstrații masive împotriva războiului.
- 1973: La clinica chirurgicală nr.2 din Târgu Mureș, o echipă de medici, condusă de prof. dr. Ioan Pop de Popa, efectuează prima operație pe cord deschis din România.
- 1976: În China are loc Incidentul Tiananmen când mulțimea strânsă în Piața Tiananmen solicită eliberarea lui Deng Xiaoping, simbolul și speranța reformării societății chineze.
- 1983: Scandal diplomatic: acuzați de spionaj, 40 de diplomați sovietici sînt expulzați de la Paris.
- 1989: În Polonia, este încheiat compromisul dintre guvern și reprezentanții opoziției prin care se prevede crearea unei a doua Camere a Parlamentului - Senatul, instituirea postului de președinte al republicii și organizarea de alegeri libere.
- 1991: Misiunea STS-37 a navetei spațiale Atlantis a lansat satelitul științific Observatorul de radiație gama Compton pe orbita Pământului. Una dintre sarcinile acestui telescop spațial pentru astronomia gamma este o cercetare a Universului.
- 1992: În Peru, are loc o lovitură de stat a președintelui Alberto Fujimori, care a suspendat garanțiile constituționale.
- 1994: Vizita, la București, a președintelui Serbiei, Slobodan Miloșevici.
- 1997: S-a înființat Canalul România Muzical din cadrul Societății Române de Radiodifuziune.
- 1998: În Japonia, podul Akashi Kaikyō se deschide traficului, devenind cel mai lung pod din lume (3.911 metri).  Construcția a durat mai bine de 10 ani.
- 1999: În urma unui raid al NATO, vizând cazarmele din localitatea minieră Aleksinaci (200 km la sud de Belgrad), 17 civili au fost uciși din cauza unei bombe de 250 kg, ghidată prin laser, abătută asupra unei zone rezidențiale. La 6 aprilie, Pentagonul admite că bomba, lansată de un avion american, și-a ratat, se pare, ținta.
- 2001: Liderul Partidului Comuniștilor din Republica Moldova, Vladimir Voronin, a fost ales președintele țării.
- 2004: Regina Elisabeta a II-a a Marii Britanii începe o vizită de stat în Franța pentru a celebra cea de-a 100 aniversare a „înțelegerii prietenești”.
- 2006: Ionel Haiduc este ales noul președinte al Academiei Române. El îl înlocuiește pe Eugen Simion, care a condus această instituție timp de două mandate. Va fi instalat în funcție în 20 aprilie.
- 2009: Alegeri parlamentare în Republica Moldova câștigate de Partidul Comuniștilor din Republica Moldova (PCRM) cu 49,48% din voturile exprimate. Partidul Liberal (PL) obține 13,13%.
- 2013: Regina Elisabeta a II-a a Regatului Unit a fost recompensată cu un premiu BAFTA onorific pentru suportul pe care l-a acordat întreaga viață filmului și televiziunilor britanice, fiind declarată totodată și ”cea mai memorabilă fată Bond”, pentru apariția ei alături de Daniel Craig în clipul de promovare a Jocurilor Olimpice de la Londra din 2012.

## Nașteri
- 1170: Isabelle de Hainaut, prima soție a regelui Filip al II-lea al Franței (d. 1190)
- 1472: Bianca Maria Sforza, împărăteasă a Sfântului Imperiu Roman (d. 1510)
- 1588: Thomas Hobbes, filosof britanic (d. 1679)
- 1732: Jean Honoré Fragonard, pictor, desenator, gravor francez (d. 1806)
- 1773: Therese de Mecklenburg-Strelitz, prințesă de Thurn și Taxis (d. 1839)
- 1857: Alexandru de Battenberg (d. 1893)
- 1858: Pauline Schullerus, etnologă, botanistă și scriitoare română, aparținând minorității sașilor transilvăneni (d. 1929)
- 1863: Prințesa Victoria de Hesse, nepoata reginei Victoria (d. 1950)
- 1881: Florian Ștefănescu-Goangă, psiholog român (d. 1958)
- 1884: Ion Inculeț, om politic român (d. 1940)

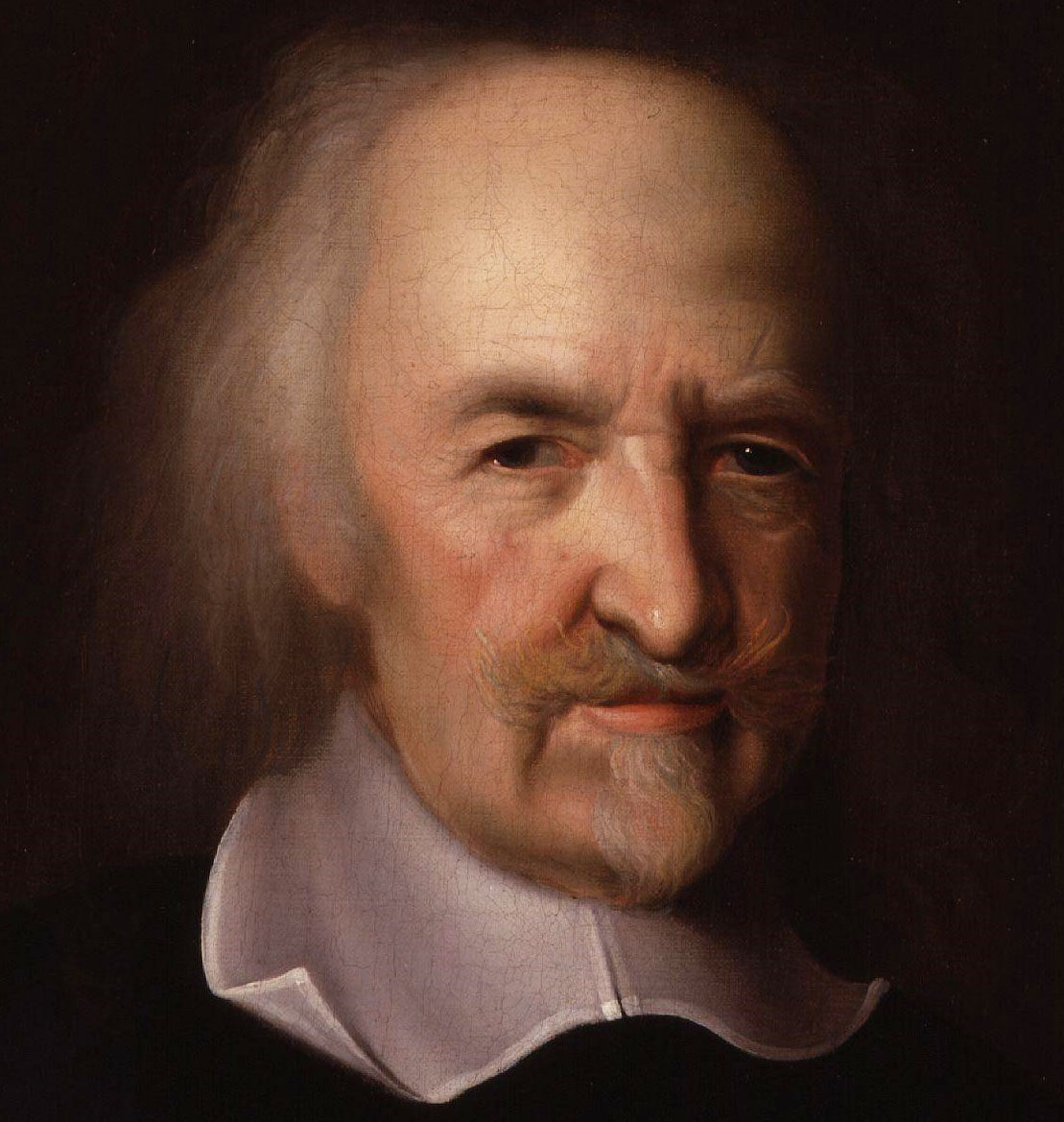
Thomas Hobbes, filosof britanic
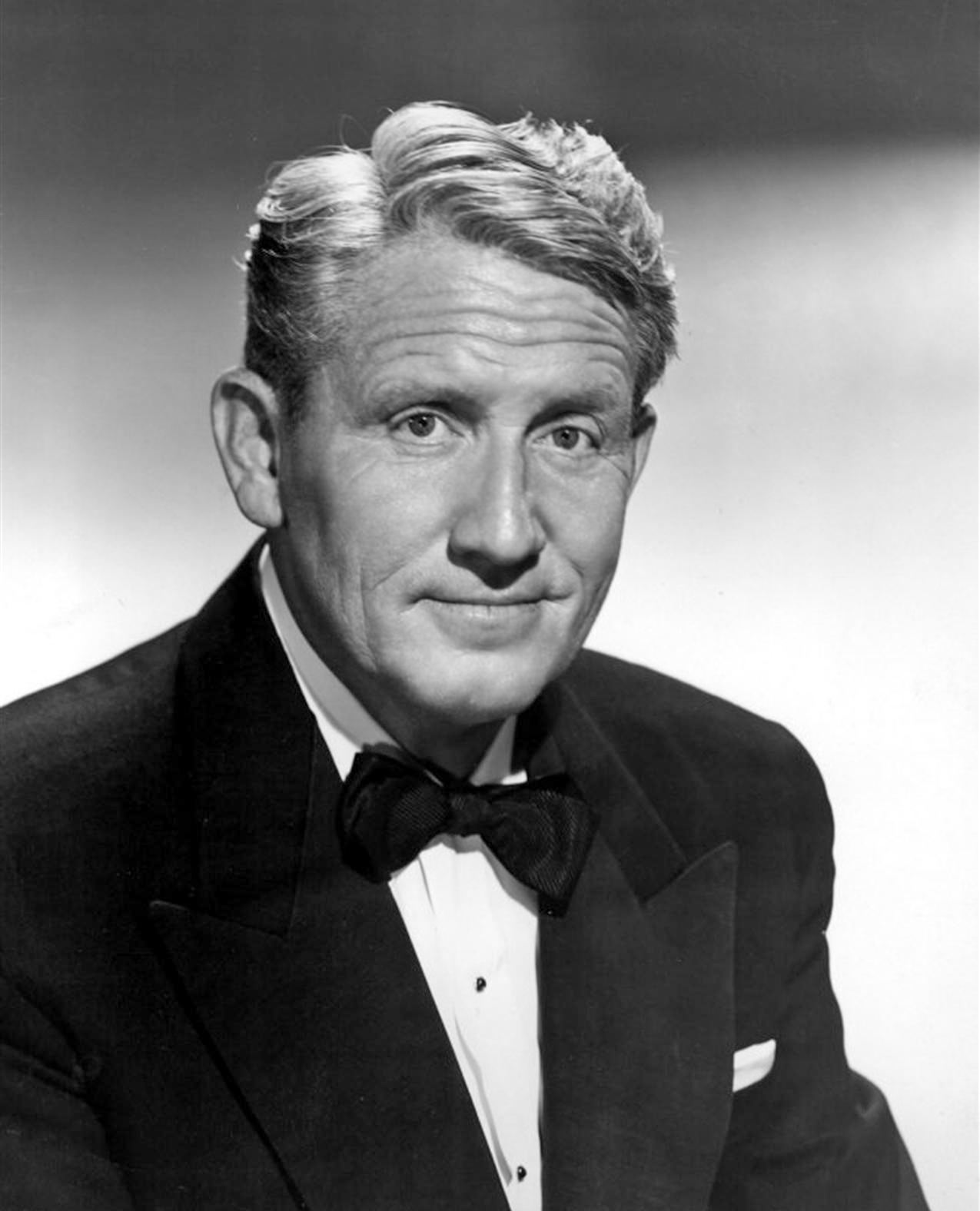
Spencer Tracy, actor american
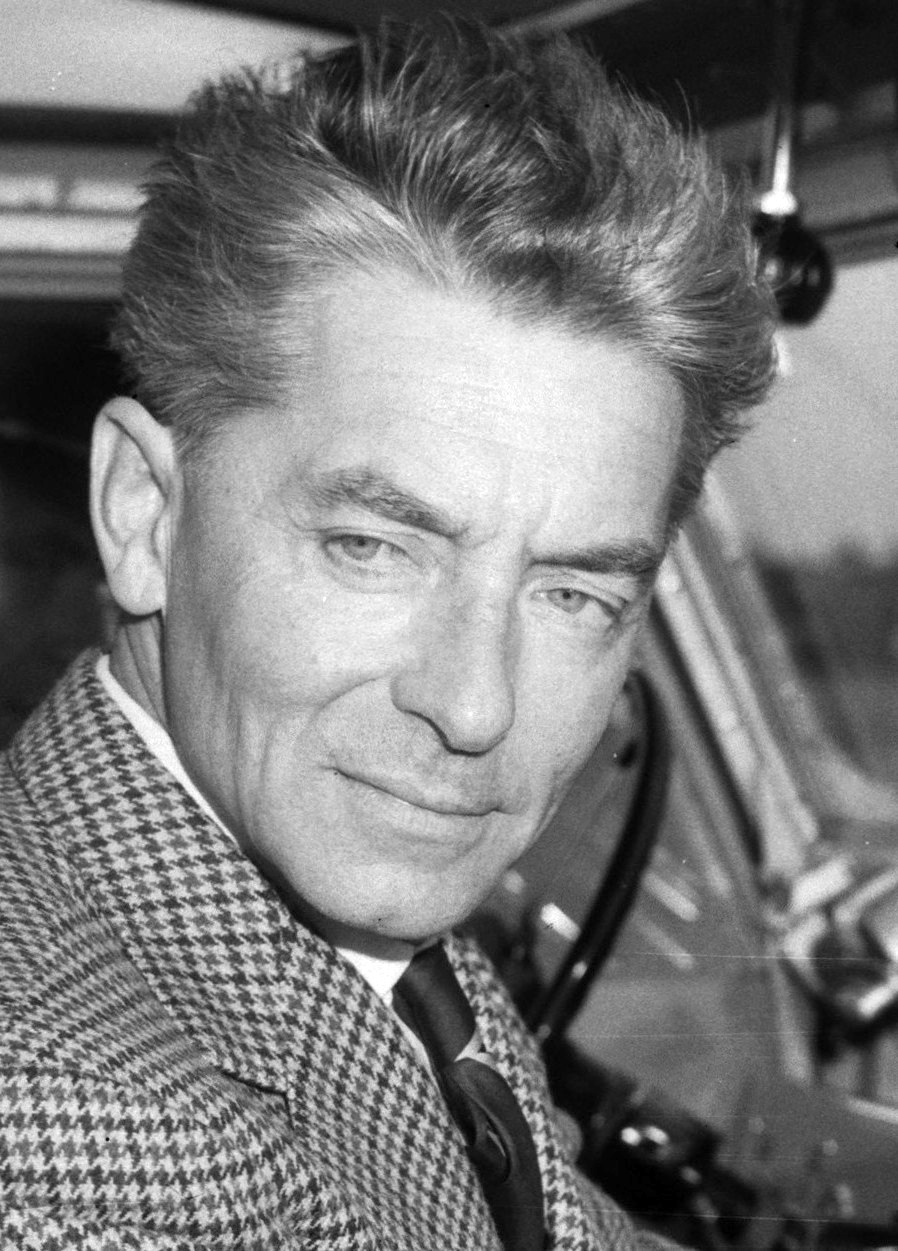
Herbert von Karajan, dirijor austriac

- 1900: Spencer Tracy, actor american (d. 1967)
- 1908: Herbert von Karajan, dirijor austriac (d. 1989)
- 1908: Bette Davis, actriță americană (d. 1989)
- 1912: Vasile Copilu-Cheatră, poet, prozator român
- 1916: Gregory Peck, actor american (d. 2003)
- 1921: Otto Weber, om politic român (d. 2001)
- 1926: Roger Corman, producător și regizor american (d. 2024)
- 1928: Mircea Săucan, regizor, prozator român (d. 2003)
- 1928: Ioan Ursu, fizician român (d. 2007)
- 1929: Hugo Claus, scriitor, dramaturg belgian (d. 2008)
- 1929: Ivar Giaever, fizician, biolog american, laureat al Premiului Nobel
- 1932: Fănuș Neagu, scriitor român (d. 2011)
- 1933: Romulus Vulpescu, poet, prozator, traducător român (d. 2012)
- 1934: Vasile Fanache, critic, istoric literar român (d. 2013)
- 1937: Colin Powell, secretar de stat al SUA (d. 2021)
- 1942: Peter Greenaway, regizor britanic

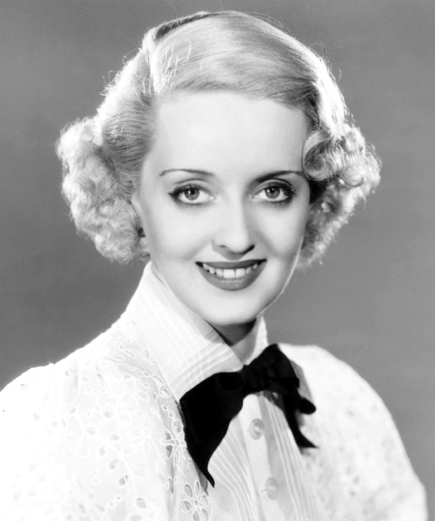
Bette Davis, actriță americană
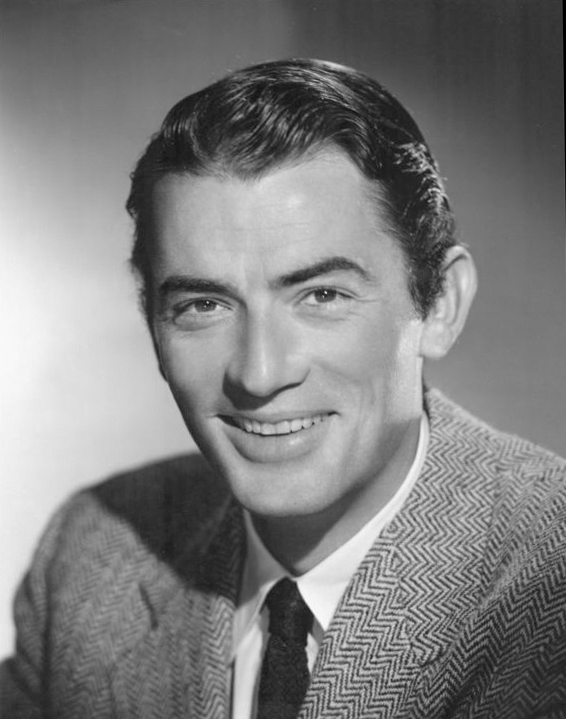
Gregory Peck, actor american
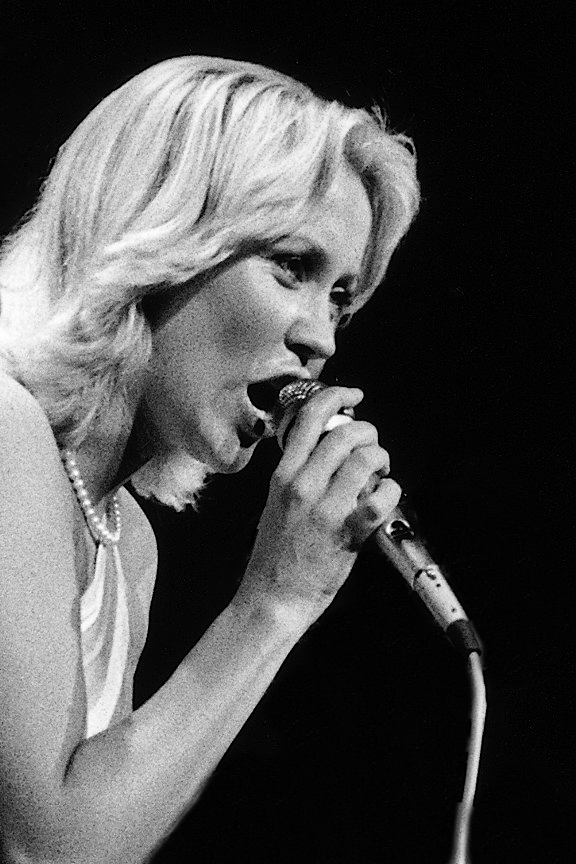
Agnetha Fältskog, cântăreață suedeză (ABBA)

- 1946: George Arion, poet, prozator, eseist, scenarist, ziarist român
- 1950: Silviu Purcărete, regizor român de teatru și film
- 1950: Agnetha Fältskog, cântăreață suedeză (ABBA)
- 1955: Akira Toriyama, mangaka cu renume mondial pentru crearea seriei Dragon Ball, începută în 1984 (d. 2024)
- 1964: Marius Lăcătuș, fotbalist și antrenor român
- 1973: Pharrell Williams, producător, interpret, rapper, cântăreț, compozitor din SUA
- 1975: Alexandru Papadopol, actor român
- 1980: Romulus Miclea, fotbalist român
- 1982: Thomas Hitzlsperger, fotbalist german
- 1989: Lily James, actriță din Marea Britanie

## Decese
- 1679: Anne Genevieve de Bourbon, Ducesă de Longueville (n. 1619)
- 1693: Anne, Ducesă de Montpensier, scriitoare franceză (n. 1627)
- 1697: Carol al XI-lea, rege al Suediei (n. 1655)
- 1717: Jean Jouvenet, pictor francez (n. 1644)
- 1794: Georges Jacques Danton, revoluționar francez (n. 1759)
- 1851: Ion D. Negulici, pictor, traducător și publicist român (n. 1812)
- 1888: Vsevolod Garșin, scriitor rus (n. 1855)
- 1937: José Benlliure y Gil, pictor spaniol (n. 1855)
- 1937: Gustav Adolf Deissmann, teolog protestant german (n. 1866)
- 1943: Tony Bulandra, actor român (n. 1881)
- 1945: Karl-Otto Koch, comandant nazist al lagărele de concentrare Buchenwald și Majdanek (n. 1897)

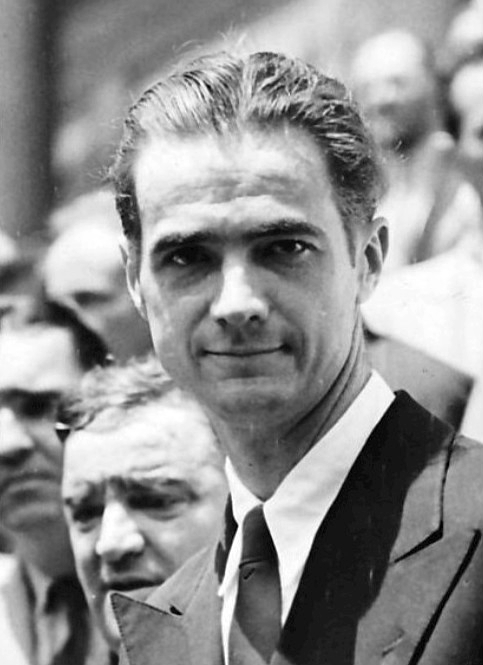
Howard Hughes, aviator american
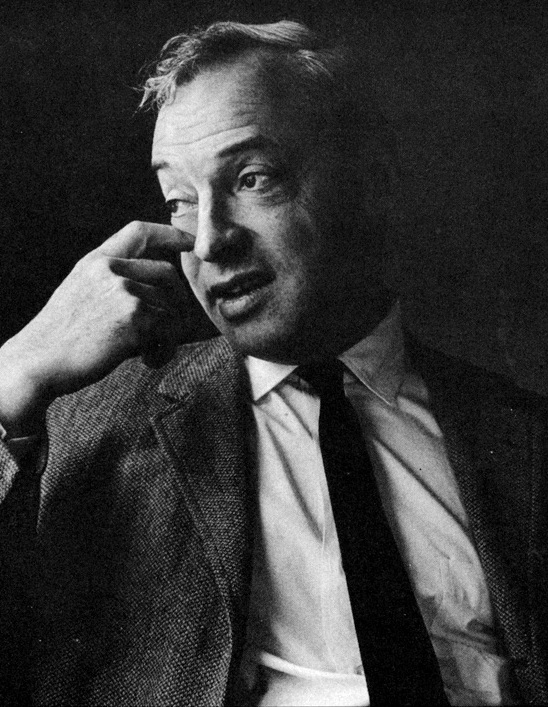
Saul Bellow, scriitor de origine canadiană, laureat Nobel
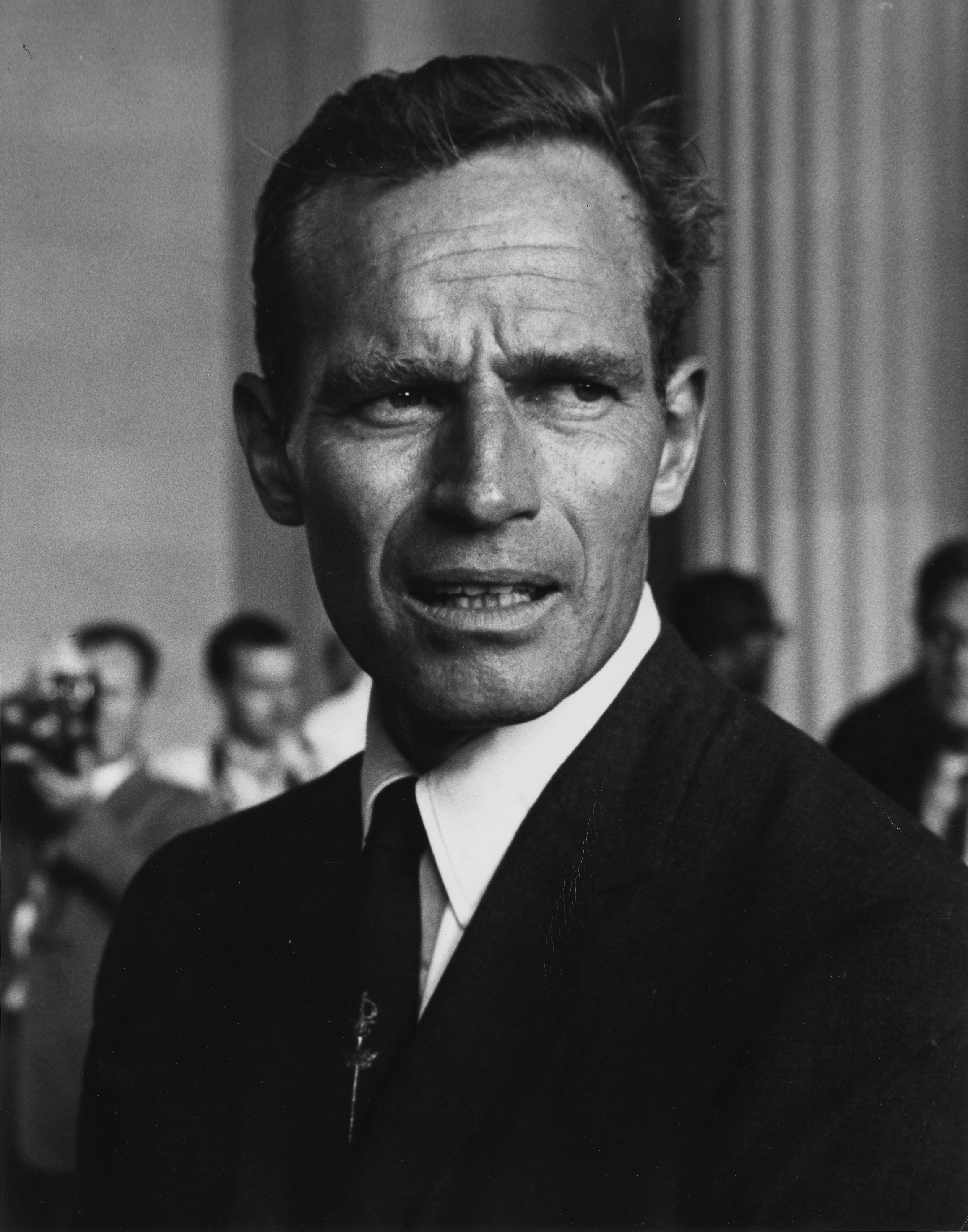
Charlton Heston, actor american

- 1954: Prințesa Märtha a Suediei, prințesă moștenitoare a Norvegiei (n. 1901)
- 1958: Prințul Ferdinand de Bavaria, infante al Spaniei (n. 1884)
- 1964: Douglas MacArthur, general american (n. 1880)
- 1975: Chiang Kai-Shek (Jiang Jieshi), om politic chinez (n. 1887)
- 1976: Howard Hughes, aviator american (n. 1905)
- 1979: Richard Oschanitzky, compozitor român (n. 1939)
- 1994: Kurt Cobain, cântareț de rock american, membru al formației Nirvana (n. 1967)
- 1996: Emilian Birdaș, episcop ortodox român (n. 1921)
- 1997: Allen Ginsberg, poet american (n. 1926)
- 2002: Layne Staley, solistul trupei grunge Alice in Chains (n. 1967)
- 2003: Mariana Marin, poetă română (n. 1956)
- 2005: Octavian Bârlea, teolog și istoric român (n. 1913)
- 2005: Saul Bellow, scriitor de origine canadiană, laureat Nobel (n. 1915)
- 2008: Charlton Heston, actor american (n. 1924)
- 2012: Bingu wa Mutharika, președintele statului Malawi (n. 1947)
- 2013: George Anania, scriitor român de literatură științifico-fantastică (n. 1941)
- 2016: Cornel Patrichi, balerin, coregraf și actor român (n. 1933)
- 2017: Atanasie Sciotnic, caiacist român (n. 1942)
- 2022: Nehemiah Persoff, actor israelian și american de film (n. 1919)

## Sărbători
- În calendarul creștin-ortodox: Sf. Mc. Claudie, Diodor, Nichifor, Serapion, Teodul și Agatopod
- În calendarul romano-catolic: Sf. Vincențiu Ferrer, preot (1350-1419)
- România: Ziua Automobilistului